# Fiat 420
Il Fiat 420 è un autobus nato in versione suburbana nel 1975. 

## Il contesto
In Italia la maggior parte degli esemplari, allestiti dalla Menarini, sono stati acquistati dalla ATC di Bologna, che ne acquistò 97 esemplari tra il 1975 e il 1979; altri venti furono acquistati dall'ATAN di Napoli nel 1977, e diciannove unità dall'ATINOM di Magenta tra il 1977 e il 1979.

## La tecnica
Assemblati sul telaio semiportante Menarini Monocar 1241L, montavano un motore Fiat 8200.12 di 9819 cc che erogava una potenza di 194 CV. Gli autobus dell'ATC montavano un cambio ZF tipo 60 SRM, mentre quelli dell'ATAN un cambio semiautomatico ZF 3HM 60.
Le prime unità consegnate all'ATC furono verniciate in bianco e blu (colori già utilizzati dall'APT, azienda predecessore dell'ATC) e con i cartelli indicatori fissi. Successivamente vennero riverniciati in arancione (colore ministeriale) e vennero messi i cartelli indicatori a palette; le unità vendute all'ATAN furono consegnati già in arancione, così come le altre unità bolognesi.